# Oserebî, Turiisk
Oserebî (în ucraineană Осереби) este un sat în comuna Perevalî din raionul Turiisk, regiunea Volînia, Ucraina.

## Demografie
Componența lingvistică a localității Oserebî
     Ucraineană (100%)
Conform recensământului din 2001, toată populația localității Oserebî era vorbitoare de ucraineană (100%).